# Clássica Grand Besançon Doubs
A Clássica Grand Besançon Doubs (oficialmente: Classic Grand Besançon Doubs) é uma corrida de um dia profissional de ciclismo em estrada que se disputa na França, no departamento de Doubs, desde o ano 2021.
Desde sua criação, a corrida faz parte do UCI Europe Tour dentro da categoria 1.1.

## Palmarés
| Ano  | Vencedor       | Segundo            | Terceiro          |
| ---- | -------------- | ------------------ | ----------------- |
| 2021 | Biniam Girmay  | Andrea Vendrame    | Axel Zingle       |
| 2022 | Jesús Herrada  | Victor Lafay       | Alexis Vuillermoz |
| 2023 | Victor Lafay   | Lenny Martinez     | Roger Adrià       |
| 2024 | Lenny Martinez | Victor Langellotti | David Gaudu       |
| 2025 |                |                    |                   |

## Palmarés por países
| País     | Vitórias |
| -------- | -------- |
| Eritreia | 1        |
| Espanha  | 1        |
| França   | 1        |